# 菅島事故
菅島事故（すがしまじこ）は、1983年（昭和58年）4月19日に菅島で発生した、航空自衛隊のC-1輸送機2機の連続墜落事故。
1957年3月のC-46輸送機の事故以来26年ぶりの輸送機による事故で、乗員計14名が殉職する惨事となった。自衛隊発足後、2025年現在までにおいて10名以上の殉職者が出たのは本事故と陸上自衛隊少年工科学校12期生渡河訓練事故、 豊後水道で洋上離着水訓練中に墜落し転覆大破したUS-1 9080号機の事故、宮古島沖陸自ヘリ航空事故のみである。

## 概要
- 発生地点 - 三重県鳥羽市菅島、大山山腹および山頂
- 発生時刻 - 1983年（昭和58年）4月19日午前7時17分頃及び19分頃

小牧基地の第1輸送航空隊所属のC-1輸送機が、入間基地へ向かうため6機編隊で飛行中、1番機（シリアルナンバー58-1009）と2番機（68-1015）が菅島の大山（標高236m）に相次いで墜落。乗員14名が死亡した。後続の4機は引き返したため無事だったが、3番機も樹木と接触し損傷していた。事故当日の東海地方の天候はIMC（計器気象状態）で海上には濃霧警報がでており、悪天候のなかコースを誤ったことが原因とされる。

## 経緯

### 事故発生
第1輸送航空隊所属のC-1輸送機は、東富士演習場での陸上自衛隊の降下訓練支援のため、愛知県の小牧基地を離陸した後、多治見、伊良湖岬、御前崎、沼津、横須賀を通過し、埼玉県の入間基地へ向かう計画であった。1番機には機長A 三等空佐（当時39歳）以下8名、2番機には機長B 一等空尉（当時33歳）以下6名が搭乗していた。
事故当日の東海地方の天候は悪く、名古屋空港の午前7時時点の気象状態は視程3.2km・雲高850mで、低視程のためIMC（計器気象状態）だった。しかし、関東地方の天候を考慮し、計器飛行方式（IFR）ではなく特別有視界方式（スペシャルVFR）での飛行計画を運輸省航空局の名古屋空港事務所に提出し、飛行許可を得た。なお、民間航空機は運航を見合わせていた。
C-1編隊6機は、4番機を先頭に、15秒間隔で離陸した。4番機は気象偵察を兼ねており、予定通り多治見を通過して南進。伊良湖岬を通過後は東進し浜名湖南方まで飛行していた。しかし1番機以下5機は伊良湖岬から南西に13kmズレたコースを通過し、その後も東進せず、菅島上空に到達した。4番機の偵察情報では伊良湖岬付近の気象状態は、視程1500m・雲高300mでVMC（有視界気象状態）の下限ギリギリだった。
菅島上空付近で、編隊長のA三佐が東進を指示。この時の高度は約180mであり、後続機もこれに従った。午前7時17分頃、菅島の住民が鋭い金属音を聞いた後、1番機が墜落炎上した。さらに同19分頃、2番機から左翼前端と胴体下部を損傷したため、燃料の投棄後帰投する旨連絡が入る。これを最後に2番機は消息を絶った。
3番機機長のCは、機体への衝撃と樹木との接触による損傷を確認したため、小牧基地への緊急着陸を連絡。この様子を聞いた4番機が5・6番機も含めた全機への引き返しを指示した。

### 遺体と残骸の回収
4月19日午後までに、大山山腹で1番機の残骸（機体番号を確認）と乗員8名の遺体が発見された。2番機も大山で発見されたが、残骸は1番機よりも広範囲に散乱していた。2番機乗員は20日未明までに4名、20日午前中に2名の遺体が発見された。